# Emmanuel Bourgaud
Emmanuel Bourgaud (Angers, 25 ottobre 1987) è un calciatore francese, centrocampista dell'Olympique Saumur.

## Caratteristiche tecniche
È un esterno destro.

## Carriera
Il 19 maggio 2017 ha realizzato al 96' la rete che ha permesso all'Amiens di battere 2-1 lo Stade Reims e di guadagnare la promozione in Ligue 1 per la prima volta nella sua storia.

## Statistiche

### Presenze e reti nei club
Statistiche aggiornate al 27 gennaio 2018.
| Stagione             | Squadra              | Campionato           | Campionato | Campionato | Coppe nazionali | Coppe nazionali | Coppe nazionali | Coppe continentali | Coppe continentali | Coppe continentali | Altre coppe | Altre coppe | Altre coppe | Totale | Totale | Totale |
| Stagione             | Squadra              | Comp                 | Pres       | Reti       | Comp            | Pres            | Reti            | Comp               | Pres               | Reti               | Comp        | Pres        | Reti        | Pres   | Reti   |        |
| -------------------- | -------------------- | -------------------- | ---------- | ---------- | --------------- | --------------- | --------------- | ------------------ | ------------------ | ------------------ | ----------- | ----------- | ----------- | ------ | ------ | ------ |
| 2005-2006            | Angers               | NAT                  | 3          | 0          | CF              | 0               | 0               |                    | -                  | -                  |             | -           | -           | 3      | 0      |        |
| 2006-2007            | Angers               | NAT                  | 10         | 2          | CF              | 3               | 0               |                    | -                  | -                  |             | -           | -           | 13     | 2      |        |
| 2007-2008            | Angers               | L2                   | 14         | 0          | CF+CdL          | 2+0             | 0               |                    | -                  | -                  |             | -           | -           | 16     | 0      |        |
| 2008-2009            | Angers               | L2                   | 6          | 0          | CF+CdL          | 1+0             | 0               |                    | -                  | -                  |             | -           | -           | 7      | 0      |        |
| 2009-2010            | Angers               | L2                   | 24         | 0          | CF+CdL          | 3+1             | 0               |                    | -                  | -                  |             | -           | -           | 28     | 0      |        |
| 2010-gen. 2011       | Angers               | L2                   | 7          | 0          | CF+CdL          | 1+0             | 0               |                    | -                  | -                  |             | -           | -           | 8      | 0      |        |
| Totale Angers        | Totale Angers        | Totale Angers        | 64         | 2          |                 | 11              | 0               |                    | -                  | -                  |             | -           | -           | 75     | 2      |        |
| gen.-giu. 2011       | Créteil-Lusitanos    | NAT                  | 17         | 1          | CF              | 0               | 0               |                    | -                  | -                  |             | -           | -           | 17     | 1      |        |
| 2011-2012            | Poiré-sur-Vie        | NAT                  | 29         | 5          | CF              | 2               | 0               |                    | -                  | -                  |             | -           | -           | 31     | 5      |        |
| 2012-2013            | Poiré-sur-Vie        | NAT                  | 36         | 4          | CF              | 5               | 1               |                    | -                  | -                  |             | -           | -           | 41     | 5      |        |
| 2013-2014            | Poiré-sur-Vie        | NAT                  | 33         | 9          | CF              | 0               | 0               |                    | -                  | -                  |             | -           | -           | 33     | 9      |        |
| Totale Poiré-sur-Vie | Totale Poiré-sur-Vie | Totale Poiré-sur-Vie | 115        | 19         |                 | 7               | 1               |                    | -                  | -                  |             | -           | -           | 122    | 20     |        |
| 2014-2015            | Colmar               | NAT                  | 26         | 4          | CF              | 3               | 3               |                    | -                  | -                  |             | -           | -           | 29     | 7      |        |
| 2015-2016            | Amiens               | NAT                  | 32         | 6          | CF              | 3               | 1               |                    | -                  | -                  |             | -           | -           | 35     | 7      |        |
| 2016-2017            | Amiens               | L2                   | 30         | 3          | CF+CdL          | 0+1             | 0               |                    | -                  | -                  |             | -           | -           | 31     | 3      |        |
| 2017-2018            | Amiens               | L1                   | 10         | 0          | CF+CdL          | 1+2             | 0+1             |                    | -                  | -                  |             | -           | -           | 13     | 1      |        |
| Totale Carriera      | Totale Carriera      | Totale Carriera      | 277        | 34         |                 | 28              | 6               |                    | -                  | -                  |             | -           | -           | 305    | 40     |        |